# Damen (ligne rose du métro de Chicago)
Pour les articles homonymes, voir Damen.
Ne doit pas être confondu avec Damen (ligne brune du métro de Chicago), Damen (ligne verte du métro de Chicago) ou Damen (métro de Chicago).
 Damen  (anciennement Hoyne)  est une station aérienne de la ligne rose du métro de Chicago située au sud-ouest du Loop située à proximité du quartier de Pilsen.

## Description
Établie en aérien, la station Damen est située sur la ligne rose du métro de Chicago, entre les stations Western, en direction de 54th/Cermak, et 18th, en direction du Loop.
Elle a été ouverte le 7 août 1896 par la Metropolitan West Side Elevated, c’est une station typique de la Douglas Branch, composée d’un bâtiment rectangulaire avec une grande baie vitrée surplombée par les voies et les quais auxquels on accédait par un escalier central. 
En 1905, un ascenseur pour cercueils y fut ajouté afin que, lors des périodes de mauvais temps et de grands froids, ils puissent être acheminés vers les cimetières de Concordia, Waldheim, Oak Ridge et de Mount Carmel. Ce système très apprécié des Chicagoans était également prévu dans d’autres stations mais fut abandonné en 1934, lorsque les routes pavées et corbillards motorisés virent le jour. 
La station Hoyne fut démolie au milieu des années 1950 car faute d’entretien, elle n’était plus utilisable pour les passagers et elle fut remplacée une petite zone de billetterie et un stand pour un agent au pied de l’escalier. Cette situation peu confortable aussi bien pour les employés de la CTA que pour les passagers a perduré jusqu’en 1990, date à laquelle la Chicago Transit Authority procéda à l’installation des tourniquets automatiques et à l’installation d’une petite zone de transfert couverte par un toit de tôles ondulées en métal. 
Dans le cadre du projet de rénovation complet de la Douglas Branch, Hoyne fut complètement remplacée par un nouveau bâtiment dont l’entrée fut déplacée sur Damen Avenue afin de faciliter le transfert des passagers entre le ‘L’ et le bus de la ligne 50.  Ceci explique le changement de nom de la station. 
Grâce à l’ajout d'un ascenseurs, Damen est désormais accessible aux personnes à mobilité réduite. 
Damen fut ré-inaugurée le 22 juillet 2004 par le président de la Chicago Transit Authority, Frank Krusei, soit le même jour que California. 
Après avoir mené une étude sur la mobilité sur les zones de mobilité dans le sud-ouest de la ville en 2004, la Chicago Transit Authority décida de créer une nouvelle ligne pour desservir la station Damen et l’ensemble de la Douglas Branch. 
À partir de 2006, la ligne rose reprit l’ancien tronçon délaissé temporairement par la ligne bleue avant que le nouvel itinéraire via le loop et le Paulina Connector ne soit confirmé définitivement le 25 avril 2008. 
368 100 passagers y ont transité en 2008.

## Les correspondances avec lebus
Avec les bus de la Chicago Transit Authority :
- N° 21 Cermak
- N° 50 Damen

## Dessertes
| Nord/Ouest               |  |            |  | Sud/Est                              |
| ------------------------ |  | ---------- |  | ------------------------------------ |
| Western vers 54th/Cermak |  | ligne rose |  | 18th vers 54th/Cermak via Clark/Lake |
| modifier sur Wikidata    |  |            |  |                                      |